# Olivetta San Michele
Olivetta San Michele là một đô thị ở tỉnh Imperia trong vùng Liguria, tọa lạc khoảng 130 km về phía tây nam của Genoa và khoảng 40 km về phía tây của Imperia, on the border with France. Tại thời điểm ngày 31 tháng 12 năm 2004, đô thị này có dân số 245 người và diện tích là 13,8 km².
Olivetta San Michele giáp các đô thị sau: Airole, Breil-sur-Roya (France), Castellar (France), và Ventimiglia.